# Nowhere (鹿乃のアルバム)
『nowhere』（ノーウェア）は、鹿乃の1枚目のオリジナルアルバム。2016年5月11日にワーナー・ブラザース ホームエンターテイメントから発売された。

## 概要
初のオリジナルアルバム。CD+DVD+絵本の絵本付生産限定盤とCDのみの通常盤の2種類でリリースされた。通常盤、絵本付生産限定盤どちらにも初回生産分にワンマンライブの購入抽選申込券が封入されていた。

## 収録曲
1. プリマステラ
  - 作詞:samfree・鹿乃、作曲・編曲:samfree・ゆうゆ
  - samfreeが生前に途中まで制作していたものを鹿乃とゆうゆが完成させた楽曲[2]。
2. Stella-rium
  - 作詞:くまのきよみ、作曲・編曲:samfree
  - 1stシングル「Stella-rium」収録。
  - TVアニメ「放課後のプレアデス」OPテーマ
3. ディアブレイブ
  - 作詞・作曲・編曲:すこっぷ
  - 2ndシングル「ディアブレイブ」収録。
  - TVアニメ「ヘヴィーオブジェクト」EDテーマ
4. こそあど言ノ葉
  - 作詞・作曲・編曲:ゆうゆ
5. 今をかける少女
  - 作詞・作曲・編曲:40mP
6. ヒメコイ
  - 作詞:鹿乃、作曲:田代智一、編曲:やしきん・田代智一
7. Walk This Way!
  - 作詞・作曲・編曲:samfree
  - 1stシングル「Stella-rium」収録。
8. JUMP! JUMP! JUMP!
  - 作詞:鹿乃、作曲:藤本孝則、編曲:小高光太郎・藤本孝則
9. Toy-toi
  - 作詞・作曲・編曲:すこっぷ
  - 2ndシングル「ディアブレイブ」収録。
10. evergreen
  - 作詞・作曲・編曲:すこっぷ

## 演奏
- ゆうゆ：Guitar (#1.4)
- samfree
  - Guitar, Piano (#2.7)
  - Bass (#7)
- 蒼い刹那：Bass (#2)
- RYOTA：Drums (#2)
- 大越王起也：Guitar (#3)
- Kei Nakamura：Bass (#3)
- 真部裕：Strings Arrangement (#3)
- 真部裕ストリングス：Strings (#3)
- [TEST]：Guitar (#5)
- mao (オメでたい頭でなにより)：Bass (#5)
- やしきん：Guitar & Piano (#6)
- 工藤嶺：Bass (#6)
- 浅田靖：Guitar (#8)
- HIROTOMO：Bass (#8)
- すこっぷ：Guitar (#9.10)

## 絵本付生産限定盤
限定特典
- MUSIC VIDEO「プリマステラ 」「今をかける少女」「Walk This Way!」
- 絵本「こまったましろ」原作:鹿乃、イラスト:水玉子